# Möcklö
Möcklö is een plaats in de gemeente Karlskrona in het landschap Blekinge en de provincie Blekinge län in Zweden. De plaats heeft 105 inwoners (2005) en een oppervlakte van 22 hectare. De plaats ligt op een gelijknamig schiereiland.